# Huriel
Huriel é uma comuna francesa na região administrativa de Auvérnia-Ródano-Alpes, no departamento Allier. Estende-se por uma área de 34,75 km². Em 2010 a comuna tinha 2 699 habitantes (densidade: 77,7 hab./km²).
É uma das sete comunas que tradicionalmente é considerada como centro da França.

## Cultura
- Donjon de la Toque (Museu)